# Віллістон (Теннессі)
Віллістон (англ. Williston) — місто (англ. city) в США, в окрузі Файєтт штату Теннессі. Населення — 349 осіб (2020).

## Географія
Віллістон розташований за координатами 35°9′30″ пн. ш. 89°22′32″ зх. д. / 35.15833° пн. ш. 89.37556° зх. д. (35.158240, -89.375447).  За даними Бюро перепису населення США в 2010 році місто мало площу 4,19 км², уся площа — суходіл.

## Демографія
Згідно з переписом 2010 року, у місті мешкало 395 осіб у 148 домогосподарствах у складі 110 родин. Густота населення становила 94 особи/км².  Було 156 помешкань (37/км²).
Расовий склад населення:
| - 63,3 % — білих - 34,9 % — чорних або афроамериканців - 1,0 % — азіатів - 0,3 % — корінних американців |

До двох чи більше рас належало 0,5 %. Частка іспаномовних становила 1,3 % від усіх жителів.
За віковим діапазоном населення розподілялося таким чином: 22,3 % — особи молодші 18 років, 62,8 % — особи у віці 18—64 років, 14,9 % — особи у віці 65 років та старші. Медіана віку мешканця становила 43,9 року. На 100 осіб жіночої статі у місті припадало 89,0 чоловіків;  на 100 жінок у віці від 18 років та старших — 89,5 чоловіків також старших 18 років.
Середній дохід на одне домашнє господарство  становив 49 664 долари США (медіана — 47 708), а середній дохід на одну сім'ю — 55 355 доларів (медіана — 50 125). Медіана доходів становила 41 313 долари для чоловіків та 35 455 доларів для жінок. За межею бідності перебувало 18,9 % осіб, у тому числі 19,5 % дітей у віці до 18 років та 25,5 % осіб у віці 65 років та старших.
Цивільне працевлаштоване населення становило 169 осіб. Основні галузі зайнятості: виробництво — 17,8 %, роздрібна торгівля — 16,0 %, освіта, охорона здоров'я та соціальна допомога — 13,0 %, транспорт — 10,1 %.